# CREDO
Cosmic-Ray Extremely Distributed Observatory (CREDO) - Observatorul de radiații cosmice extrem de dispersate - este un proiect științific inițiat la sfârșitul lunii august 2016 de către cercetătorii polonezi de la Institutul de Fizică Nucleară PAS din Cracovia (cercetători din Cehia, Slovacia și Ungaria s-au alăturat proiectului) pentru a detecta razele cosmice și a căuta materia întunecată. Scopul său este de a implica cât mai mulți oameni cu putință în construirea unui sistem global detectat. Datorită unui senzor fotosensibil și a unui modul GPS, un smartphone funcționează cel mai bine ca un detector care ajunge la particule din spațiu.

## Legături externe
- Project page
- Preview detection
- Dark Universe
- zooniverse
- Polish board Arhivat în 17 martie 2018, la Wayback Machine.
- English board Arhivat în 17 martie 2018, la Wayback Machine.
- Mini tutorial[nefuncțională]
- Video about credo